# Giuliano Frullani
Pour les articles homonymes, voir Frullani.
Giuliano Frullani (né le 23 février 1795 à Livourne et mort le 5 mars 1834 à Florence) est un mathématicien italien. Il a été professeur à l'Université de Pise et haut fonctionnaire dans le domaine technique.

## Travaux
Il s'est intéressé à la théorie du Calcul intégral et au développement de fonctions trigonométriques en séries et intégrales. On lui doit les intégrales frullaniennes. Il a également maintenu une correspondance controverse avec Paolo Ruffini sur l'utilisation des séries infinies.
Le Journal of the Indian Mathematical Society a publié une série de théorèmes portant sur le calcul d'intégrales définies, où Srinivasa Ramanujan a généralisé une méthode due à Frullani:183.